# ケレスティヌス2世 (ローマ教皇)
ケレスティヌス2世（Caelestinus II, ? - 1144年3月8日）は、第165代ローマ教皇（在位：1143年9月26日 - 1144年3月8日）。本名グイード・ディ・カステッロ（Guido di Castello）。イタリアのチッタ・ディ・カステッロ出身。
教皇になる前は親友ピエール・アベラールの下で神学を学び、1127年に助祭枢機卿、1134年に司祭枢機卿に任命された。教皇特使として出席した1140年のサンス教会会議でアベラールを弁護、以後もアベラールと親友であり続けたため、アベラールと対立していたクレルヴォーのベルナルドゥスから叱責された。インノケンティウス2世と対立教皇アナクレトゥス2世の政争ではベルナルドゥスと共にインノケンティウス2世を擁護した。
1143年9月24日のインノケンティウス2世亡き後、2日後の9月26日に教皇に選出されたが、わずか5か月と13日後の1144年3月8日に亡くなり、ラテラノの墓地に葬られた。
教皇としての主要な働きの1つは、前教皇が命令したフランス王ルイ7世の破門を解き、3年にわたって続けられていたフランスの聖務停止命令も解除したことだった。また、シチリア王ルッジェーロ2世と結んだ和睦協定の再交渉も図ったりしている。友人でアベラールの弟子でもあったジャチント・ボボーネを助祭枢機卿に任命、彼は1191年に教皇ケレスティヌス3世に選出された。